# Phryxe missa
Phryxe missa là một loài ruồi trong họ Tachinidae.